# Shashe-Mooke
Shashe-Mooke – wieś w Botswanie w dystrykcie Central. Według spisu ludności z 2011 roku wieś liczyła 3380 mieszkańców.